# Winx Club - Il mistero degli abissi
Winx Club - Il mistero degli abissi è un film d'animazione in CGI del 2014 diretto da Iginio Straffi. È il terzo film d'animazione tratto dalla serie animata televisiva Winx Club, ambientato dopo la quinta stagione. Il film è stato distribuito in Italia il 4 settembre 2014.

## Trama
Le perfide Trix provano ad attivare il Trono dell'Imperatore, intenzionate a regnare sull'Oceano Infinito, ma invocano accidentalmente Politea, la quale, libera dalla Maledizione del Sirenix, è rimasta magicamente legata al trono per via dell'inquinamento delle acque. La malefica ninfa, desiderosa di regnare sull'Oceano Infinito, brandisce un patto con le tre streghe; per attivare il Trono dell'Imperatore, dovranno prima liberare Tritannus dal Portale dell'Oblio, scambiando la vita di quest'ultimo con quella di un re, e, successivamente, recuperare la leggendaria Perla degli Abissi, che soltanto egli è in grado di ritrovare.
Bloom, dopo aver accolto, insieme alle Winx, le matricole di Alfea, si reca a Gardenia per trascorrere una giornata con Sky. Durante l'appuntamento, le Trix attaccano la coppia, intenzionate a rapire il sovrano di Eraklyon; le tre streghe riescono nel perfido piano e portano via lo specialista. Politea e le Trix liberano così Tritannus, il quale diviene loro alleato. La protagonista, intenta a salvare il fidanzato, si reca con le compagne nell'Oceano Infinito; qui, Omnia racconta alle fanciulle del pericolo che incombe nelle acque della Dimensione Magica, per via del ritorno di Politea.
Accompagnate dalle Selkie, le fate partono alla ricerca della Perla degli Abissi, gioiello in grado di battere la malefica ninfa e preservare l'equilibrio nelle acque. Le giovani eroine, dopo aver affrontato rischi e pericoli, riescono nella missione, recuperando la preziosa perla sottraendola dalle grinfie di Tritannus e delle Trix. Politea rivela di aver soltanto approfittato delle tre streghe e rompe il patto; queste ultime provano ad annientarla, ma invano. La perfida ninfa è più forte che mai e può usufruire di un grande esercito di mostri mutanti, tra cui Tritannus e le Trix, da lei stregati. Le fate del Winx Club lottano contro gli avversari, rischiando la vita, ma grazie al supporto di Omnia e delle Selkie, le fanciulle riescono ad effettuare un incantesimo di convergenza Sirenix, unificato alla magia della Perla degli Abissi, annientando Politea e riportando la pace nell'Oceano Infinito. Sky è salvo e riorganizza l'appuntamento a Gardenia con Bloom.

## Media

### Home video
Il film è stato distribuito da 01 Distribution in DVD e in BD il 12 dicembre 2014.

### Album
L'album con la colonna sonora è uscito su iTunes il 4 settembre 2014, il giorno stesso della distribuzione del film.
Il brano Noi siamo Winx, è stato cantato da Serena Rossi.

## Distribuzione internazionale
Il film è stato distribuito in circa 30 Paesi.
| Paese       | Data             |
| ----------- | ---------------- |
| Italia      | 4 settembre 2014 |
| Stati Uniti | 1º ottobre 2014  |
| Azerbaigian | 2 ottobre 2014   |
| Kazakistan  | 2 ottobre 2014   |
| Russia      | 2 ottobre 2014   |
| Turchia     | 3 ottobre 2014   |
| Polonia     | 4 ottobre 2014   |
| Francia     | 10 ottobre 2014  |
| Rep. Ceca   | 30 ottobre 2014  |
| Israele     | 11 dicembre 2014 |
| Kuwait      | 5 marzo 2015     |
| Germania    | 20 marzo 2015    |
| Grecia      | 12 aprile 2015   |
| Regno Unito | 8 giugno 2015    |
| Brasile     | 23 agosto 2016   |

### Edizione italiana
Il doppiaggio del film è stato effettuato presso la Royfilm e diretto da Leslie La Penna su testi di Laura Giordani.

## Botteghino
Nella prima settimana di apertura, il film ha incassato 751.000 euro, per poi incassare in totale 1.746.000 euro.